# شماره سریال هواگردهای نظامی ایالات متحده

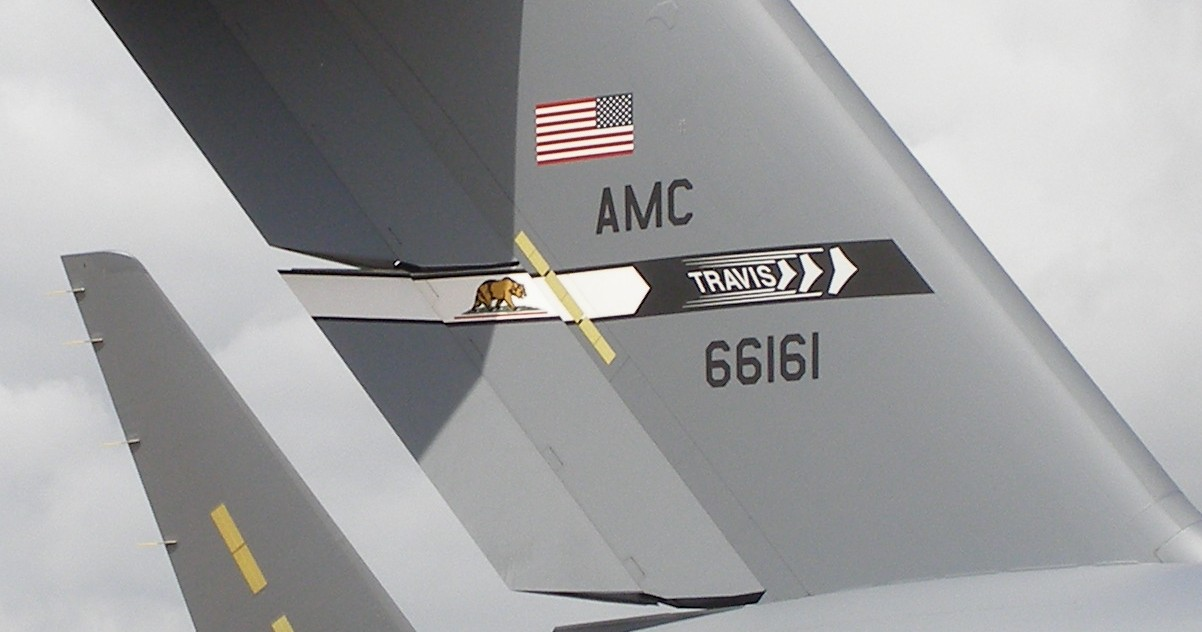
شماره سریال ۶۱۶۱-۰۶ متعلق به یک بوئینگ سی-۱۷ گلوبمستر ۳ نیروی هوایی

در ایالات متحده، تمام هواگردهای نظامی دارای یک شماره سریال اختصاصی برای شناسایی هستند. این اعداد در دم هواپیما قرار دارند، بنابراین گاهی اوقات به طور غیر رسمی به عنوان "شماره دم" نامیده می‌شوند. در بمب افکن نورثروپ گرومن بی-۲ اسپیریت که فاقد دم  است، این شماره بر روی دریچه ارابه فرود جلوی هواپیما نوشته شده‌است. هر سازمان هوایی، شماره سریال اختصاصی برای هواگردهای خود دارد. سریال هواگردها بخشی از سیستم شناسایی تصویری هواگرد است که شامل Tail code و Modex می‌باشد.

## کتابشناسی
- Andrade, John M. 1979. US Military Aircraft Designations and Serials since 1909. Midland Counties Publications شابک ‎۰-۹۰۴۵۹۷-۲۲-۹
- Danby (editor), Peter (1977). United States Air Force Serials 1946 to 1977. Liverpool, England: Merseyside Aviation Society. ISBN 0-902420-18-6. {{cite book}}: |last= has generic name (help); Cite has empty unknown parameter: |coauthors= (help)